# Cattedrali in Bahrein
Questa è una lista delle cattedrali in Bahrein.

## Cattedrale cattolica
| Cattedrale                            | Diocesi                                         | Città | Immagine |
| ------------------------------------- | ----------------------------------------------- | ----- | -------- |
| Cattedrale di Nostra Signora d'Arabia | Vicariato apostolico dell'Arabia settentrionale | Awali |          |

## Cattedrale anglicana
| Cattedrale                   | Diocesi                                | Città | Immagine |
| ---------------------------- | -------------------------------------- | ----- | -------- |
| Cattedrale di San Cristoforo | Diocesi anglicana di Cipro e del Golfo | Awali |          |